# パラノイア (TRPG)
パラノイア (PARANOIA) は、ディストピア社会を舞台にしたサイエンスフィクション・テーブルトークRPGである。グレッグ・コスティキャン、Dan Gelber、Eric Goldbergの三名によってデザイン・執筆され、1984年にWest End Gamesから出版された。2004年以降は、Mongoose Publishingによるライセンスの下に出版されている。このゲームは1984年のオリジン賞を最優秀ロールプレイングゲーム部門で受賞し 、2007年にオリジン賞の殿堂入りとなった。

## 概要
パラノイアはユーモラスなTRPGである。1984年、すばらしい新世界、Logan's Run、THX 1138 などに似たディストピア(管理・統制社会)な未来が舞台となっているが、ゲームの雰囲気は暗くて重いというよりも、ブラックユーモアやジョーク要素が多く取り入れられている。
コンピュータにより管理された近未来の地下都市「アルファ・コンプレックス」を舞台に、コンピュータから出される指令をこなしていくSF系作品。その根底には、冷戦下のアメリカにおける共産主義に対する過大な恐怖心への皮肉が込められている。1987年にコスティキャンによる第2版が発売された。コスティキャンはその後パラノイアから離れ、1995年に第5版（と称する第3版）が発売された。West End Games倒産後、版権が譲渡され、2004年8月にMongoose Publishingから最新版の Paranoia XP が発売された。
プレイヤー・キャラクター (PC) は、トラブルシューターと呼ばれる特殊工作隊に所属し、通常は自分の所属部署の仕事をしているが必要に応じてトラブルシューターとして招集される。ゲームでは「ブリーフィング・オフィサー」と呼ばれる上級の市民から命令された任務（ミッション）を行い、任務の遂行後（場合によっては失敗後、あるいは任務の途上）デブリーフィングと呼ばれる報告会を行う。
舞台となるアルファ・コンプレックスは、サンフランシスコ地下にあるコンピューターの制御するシェルター都市である。小惑星の地球への衝突によりネットワークから孤立した各都市のコンピューターは、断片的な情報から共産主義国家の核攻撃中にあると誤認。結果、すべての都市は共産主義者に制圧され自都市だけが正常に営まれていると結論するに到った。以後数百年に渡ってコンピューターは「共産主義の攻撃」と「汚染」から市民を守護するという妄想を達成すべく、都市の人類が外に出られないように隔離し、独裁的・専制的・全体主義的な支配を行っている（ちなみに、XPの時点ではコンピューター歴214年である）。人類の自由を奪うコンピューターの支配体制は、かつてのアメリカが持っていた妄想的な「悪の共産圏国家」のイメージそのものである。共産主義者の攻撃から守るという名目で共産主義的な社会を作り出すというのは大きな矛盾なのだが、コンピューターはすでに狂ってしまっているのでそのことには気づけていない。また、コンピューターは自身の行動を人類への「奉仕」と定義づけており、自分が人類を支配しているという自覚はない。支配されている人類のほとんどはこの社会が狂っていることを理解しているのだが、反逆者として処刑されるのを恐れ、誰もこの現実を変えようとしていない。プレイヤーたちはこの現実に適応しつつ、命令された任務を行うと同時に、自己の保身さらには所属する部署や秘密結社の権益を図ることを個々の課題とすることになる。
本作の最大の特徴は、一見するとプレイヤー・キャラクター (PC) 同士が協力しているように見えるが、実際にはお互いに反逆者として抹殺する機会を探り合っているというディストピア・ギャグ的要素である。実のところPC達は全員が秘密結社に属する反逆者であり、かつミュータントなのだが、それが仲間に知れれば即座に告発され抹殺されてしまうため、それを隠し通さなければならない。その一方で、自分が善良なる市民であることをアピールするために（自分以外の）反逆者を捜し出して処刑しようとしているのである。
ゲーム的には、他のPCの行動や言動にたちの悪い難癖をつけて有無を言わさずその場で銃殺することが推奨される。相手を反逆者認定するためには証拠が必要ということに表向きはなっているだが、それを「でっちあげ」することもゲーム的なテクニックとして認められている。しかし、PC同士が疑心暗鬼になりすぎていると本来こなすべき任務を達成できなくなるため、バランス感覚が必要になる。任務を達成できなかった場合は、下手をすればPC全員が反逆者として処刑されてしまう。
題名である『パラノイア』（偏執病）とは、互いに相手を反逆者として吊るしあげようとするプレイヤーキャラクターの態度と、狂ったコンピューターが作り出すこの社会そのものの事を指している。
上記のようなデザインになっているため、本作ではゲーム中ではPCが死ぬことは当たり前のように発生する。本作ではそれでもゲーム進行が成り立つように、キャラが死ぬ事態があったとしても、PC一人につき5回までは復活できる（PCはクローンを含めて6人おり、1人が死ぬと自動的に次のクローンが目覚める）という点も特徴。反逆者のレッテルを貼られて殺されたPCのクローンが登場しても、殺されたPCの罪は引き継がないということになっているため、新しいクローンを抹殺するためにはまた別の反逆罪をでっちあげる必要がある。
「幸福は義務です(Happiness is Mandatory.)」という台詞は有名である。これは、コンピューターの下で全ての市民は幸福に暮らしているはずであり、幸福でないのはコンピューターに対し反逆しているからと見なされるからである。他にも「市民、それは反逆です(大抵は処刑用の銃の発射音であるZAP! ZAP! ZAP!が続く)」「次のクローンはきっとうまくやるでしょう」等の台詞も良く引用される。
パラノイアのルールブックには幾つかの珍しい手法が使われている。どんなルール知識のひけらかしも禁じられており、プレイヤーやそのキャラクタを楽しませるためにルールブックの多くの部分が(他の有名TRPGへの皮肉も混ぜながら)容易な会話調でかかれている。
これらの挑戦的なゲームデザインに、未訳でありながら日本においても熱狂的なファンが多い。
補足説明　2014/12/25に25周年記念版がパラノイア【トラブルシューターズ】として和訳されたルールブックが発売されている。

## 現在のラインナップ

### TRPG（書籍）
基本ルールブック
- Paranoia

1984年出版。後の版と比較してシリアスでディストピア調な作風となっている。
- Paranoia 2nd edition

1987年出版。初版と比べてユーモアに重視をおいている。多数のサプリメントが発売された。
- Paranoia 5th edition

1995年出版。3版と4版は(ユーモアのため)意図的に飛ばされている。制作スタッフの変更もあってか評判が芳しく無く、商業的にも失敗に終わった。
- Paranoia XP

2004年出版。オリジナルの制作スタッフが関与しており、高い評価を得た。3つの異なるプレイスタイル(zapスタイル、クラシックスタイル、ストレートスタイル)が導入された。
- 25th Anniversary Editions

2009年出版。3つのクリアランスでプレイ可能となっており、旧来のレッドでプレイできるルールブック「Troubleshooters」に加え、ブルーでプレイできるルールブック「Internal Security」とウルトラバイオレットでプレイできるルールブック「High Programmers」の3本立てとなっている。
- Red Clearance Edition

2017年出版。装備、ミュータントパワー、秘密結社、戦闘アクション等にカードを使用している。
- The All New Shiny Edition

2023年発売。Red Clearance Editionをベースにしつつ、カードは廃止されている。
サプリメント
- Paranoia XP Gamemaster Screen
- The Traitor's Manual
- Crash Priority
- The Mutant Experience
- Paranoid STUFF
- Paranoia Flashbacks
- WMD
- Extreme Paranoia
- Service, Service
- Criminal Histories
- The Underplex
- Sector Zero
- Paranoia Flashbacks II
- STUFF 2: The Gray Subnets
- Alpha Complex Nights
- Alpha Complex Nights 2
- Big Book of Bots
- The Thin Green Line
- Mandatory Mission Pack

日本語版
- パラノイア【トラブルシューターズ】
- パラノイア【インターナルセキュリティ】
- パラノイア【ハイプログラマーズ】

上記25周年版の翻訳版。
- パラノイア【リブーテッド】

上記Red Clearance Editionの翻訳版。

### カードゲーム
- Paranoia Mandatory Card Game - ホビーベースイエローサブマリンより日本語版が発売されている。

### フィギュア
- Troubleshooters Box Set
- Bots Box Set
- Internal Security Box Set

### フィクション

#### 小説
- Bolme, Ed. Title Deleted for Security Reasons (セキュリティ上の理由によりタイトル削除). West End Games. ISBN 978-0-87431-165-5
- Rolston, Ken. Extreme Paranoia: Nobody Knows The Trouble I've Shot (エクストリーム・パラノイア: 私が討ったトラブルを誰も知らない). West End Games. ISBN 978-0-87431-162-4
- Lidberd. Stormshooters and Troubleknights (ストームシューターとトラブルナイト). West End Games. ISBN 978-0-87431-168-6 (パラノイアとトーグのクロスオーバー小説)

#### コミック
- O'Connor, Paul (1992). Paranoia. 1–6. Adventure Comics (Malibu Comicsの一部)

## パラノイア関連ソフトウェア
JParanoia はファンメイドのパラノイアのオンラインセッション向けフリーウェアであり、ファンサイトのParanoia Liveからダウンロードできた。このJParanoiaはJava仮想マシン (JVM)で動作し、キャラクタとゲームプレイ管理に対応したクライアント及びサーバーを含んでいる。2004年9月、雑誌の英国版PC Gamerにおいて、パラノイアが彼らの「Extra Life」の一つであるというコラムと、JParanoiaやParanoia Liveが紹介がされた記事が載り、主流層の関心を惹くことになった。その時、偶然にもウェブサイトはパラノイア新版の出版を控えて出版開始を祝う準備をしていた。
パラノイアのビデオゲームも作られている。1989年、Magic BytesによってThe Paranoia Complexと呼ばれるビデオゲームがリリースされた。Amiga、Amstrad CPC、コモドール64、ZX Spectrum向けにリリースされている。このゲームは、パラノイアのプロットとトラップを素材にしたトップダウン迷宮シューティングの形をとっており、定期趣味雑誌はこのゲームを質が悪く平凡だとレビューしている。
80年代後半にSpaceGamer/FantasyGamer雑誌のissue #77において、パラノイアをテーマとした「きみならどうする?」(choose-your-own-adventure)形式のhyperfiction(もしくはゲームブック)作品が出版された。そののち、ストーリー(クリスマスとして知られている破壊活動を衰えさせるためのトラブルシューター任務) が自動化された非公式バージョンが様々現れて移植され、メインフレームとPCの間で広まった。1993年にリリースされたLinux向けのゲームコレクションパッケージであるbsd-games 1.2において、このゲームのソースコードが紛れ込んでいたが、その後著作権の問題が発覚したため取り除かれている。